# Jean-Louis Denisart
Pour les articles homonymes, voir Denisart.
Jean-Louis Denisart est un homme politique français né le 3 avril 1764 à Guise (Aisne) et mort le 25 septembre 1844 à Paris.

## Biographie
Fils du jurisconsulte Jean-Baptiste Denisart, il est juge à Guise. Il est élu député de l'Aisne au Conseil des Cinq-Cents le 25 germinal an VII. Rallié au coup d'État du 18 Brumaire, il est nommé juge au tribunal de première instance de la Seine.
Il est inhumé au cimetière du Père-Lachaise (54e division).

## Sources
- « Jean-Louis Denisart », dans Adolphe Robert et Gaston Cougny, Dictionnaire des parlementaires français, Edgar Bourloton, 1889-1891 [détail de l’édition]